# ارلوف
ارلوف (به آلمانی: Erlauf) یک منطقهٔ مسکونی در اتریش است که در ناحیه ملک واقع شده‌است. ارلوف ۱٬۱۴۰ نفر جمعیت دارد.